# Мбам и Инубу
Мбам и Инубу (фр. Mbam-et-Inoubou) — один из 10 департаментов Центрального региона Камеруна. Находится в западной части региона, занимая площадь в 7 125 км².
Административным центром департамента является город Бафия (фр. Bafia). Граничит с департаментами: Мбам и Ким (на севере и востоке), Лекье (на юго-востоке), Санага-Маритим (на юге), Нкам (на западе), Нде и Нун (на севере).

Департамент Мбам и Инубу на карте Центрального региона

## Административное деление
Департамент Мбам и Инубу подразделяется на 9 коммун:
1. Бафия (фр. Bafia)
2. Бокито (фр. Bokito)
3. Деюк (фр. Deuk)
4. Киики (фр. Kiiki)
5. Кон-Ямбетта (фр. Kon-Yambetta)
6. Макенене (фр. Makénéné)
7. Ндикинимеки (фр. Ndikiniméki)
8. Нитуку (фр. Nitoukou)
9. Омбесса (фр. Ombessa)